# Sint-Hubertuskapel (Espeler)
De Sint-Hubertuskapel (Duits: Sankt Hubertuskapelle) is een kapel in de tot de Luikse gemeente Burg-Reuland behorende plaats Espeler.

## Geschiedenis
De kapel heeft de bijnaam Steinemann, wat te maken heeft met de pelgrimsweg van Kerpen naar Saint-Hubert. Hier liepen ook al wegen in de Romeinse en wellicht de preromeinse periode, en er zijn diverse bodemvondsten opgegraven.
De Steinemann was een heuvel, en om op de top te komen moest men 127 meter klimmen. Van hier had men een weids uitzicht en het gebruik was om een zwaar stuk leisteen mee omhoog te nemen en dat op de top te deponeren in de hoop dat iemand daarvan eens een kapel zou bouwen.
In 1812 stond op deze plaats een houten kruisbeeld en in 1848 werd dit vervangen door een leistenen kruisbeeld. In 1882 werd hier een kapel opgericht door Johann Theiss-Breuer als dank voor het feit dat zijn vrouw Margarethe een geslaagde chirurgische ingreep had doorstaan.
Het betreft een klein kapelletje met een voorgebouwde, disproportioneel grote toren.